# Genga (Marken)
Genga ist eine italienische Gemeinde (comune) mit 1668 Einwohnern (Stand 31. Dezember 2023) in der Provinz Ancona in den Marken. Die Gemeinde liegt etwa 60 Kilometer westsüdwestlich von Ancona und gehört zur Comunità montana dell’Esino Frasassi.

## Sehenswürdigkeiten
Der Tempel des Architekten Giuseppe Valadier von 1828, achteckig und im Eingangsbereich einer Höhle, bis an deren Decke reichend, ist besonders beeindruckend.
Etwa sechs Kilometer südöstlich von Genga, nahe der Schlucht und der sehenswerten „Tropfsteinhöhlen von Frasassi“ steht im kleinen Heilbad San Vittore delle Chiuse die Abbazia di San Vittore delle Chiuse, von der noch die in den Jahren 1925–1932 restaurierte Kirche erhalten ist. Das im 11. Jahrhundert gegründete Kloster gehört zu den bedeutendsten romanischen Bauwerken der Marken. 

Die Kirche erhebt sich als Zentralbau über dem Grundriss eines griechischen Kreuzes und folgt damit der östlichen, das heißt der armenischen und byzantinischen Architektur. Der hallenartige Innenraum mit seinen sehr hohen Rundpfeilern über der Vierung, die die niedrige Kuppel tragen, weicht allerdings von der orientalischen Kreuzkuppelkirche ab. Je eine Apsis findet sich an der Nord- und der Südwand. Sie erreichen dieselbe Höhe wie die drei Apsiden der Ostwand.

Im 15. Jahrhundert wurde der Campanile hinzugefügt.

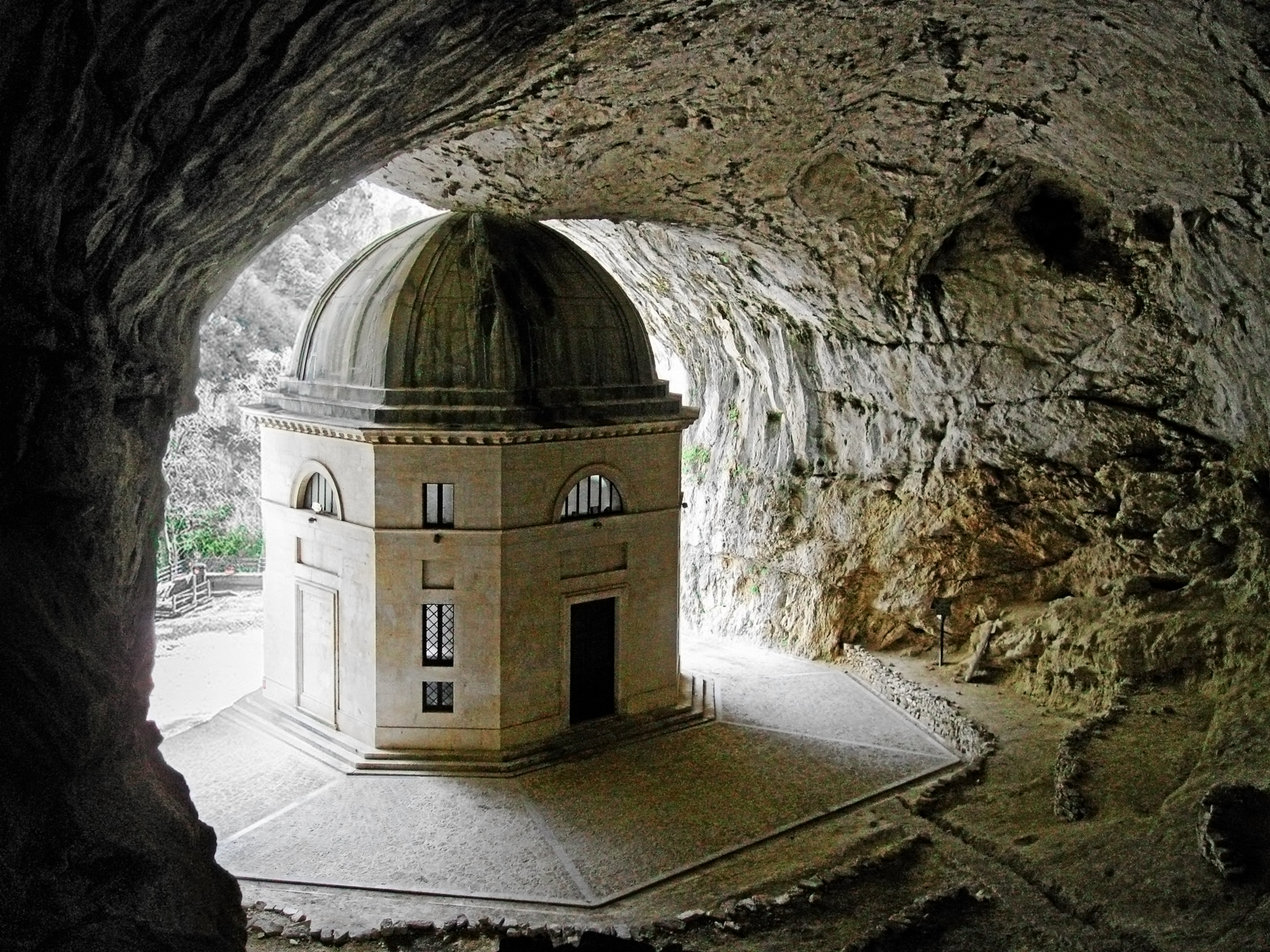
Der Tempel von Valadier
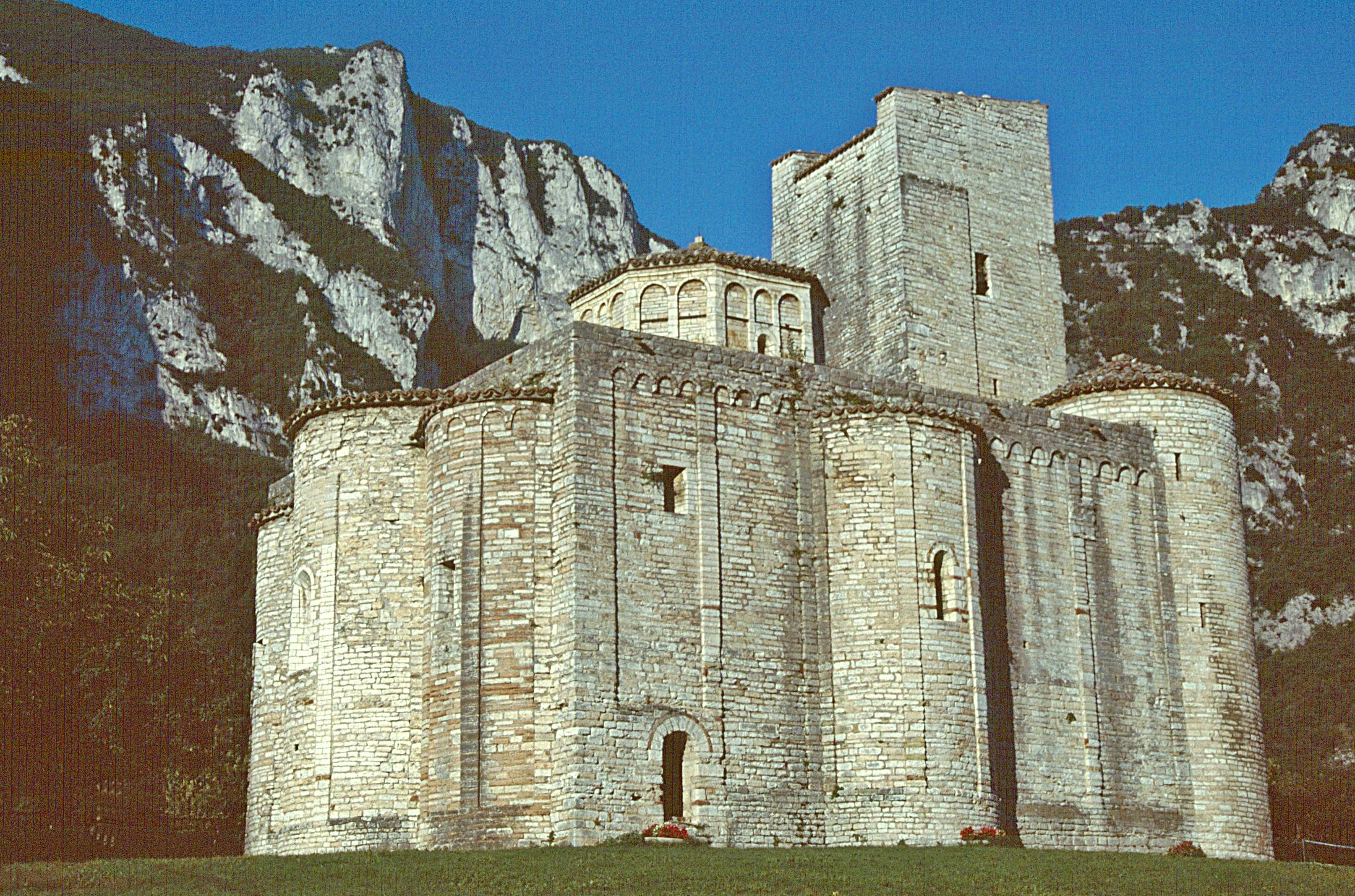
San Vittore delle Chiuse
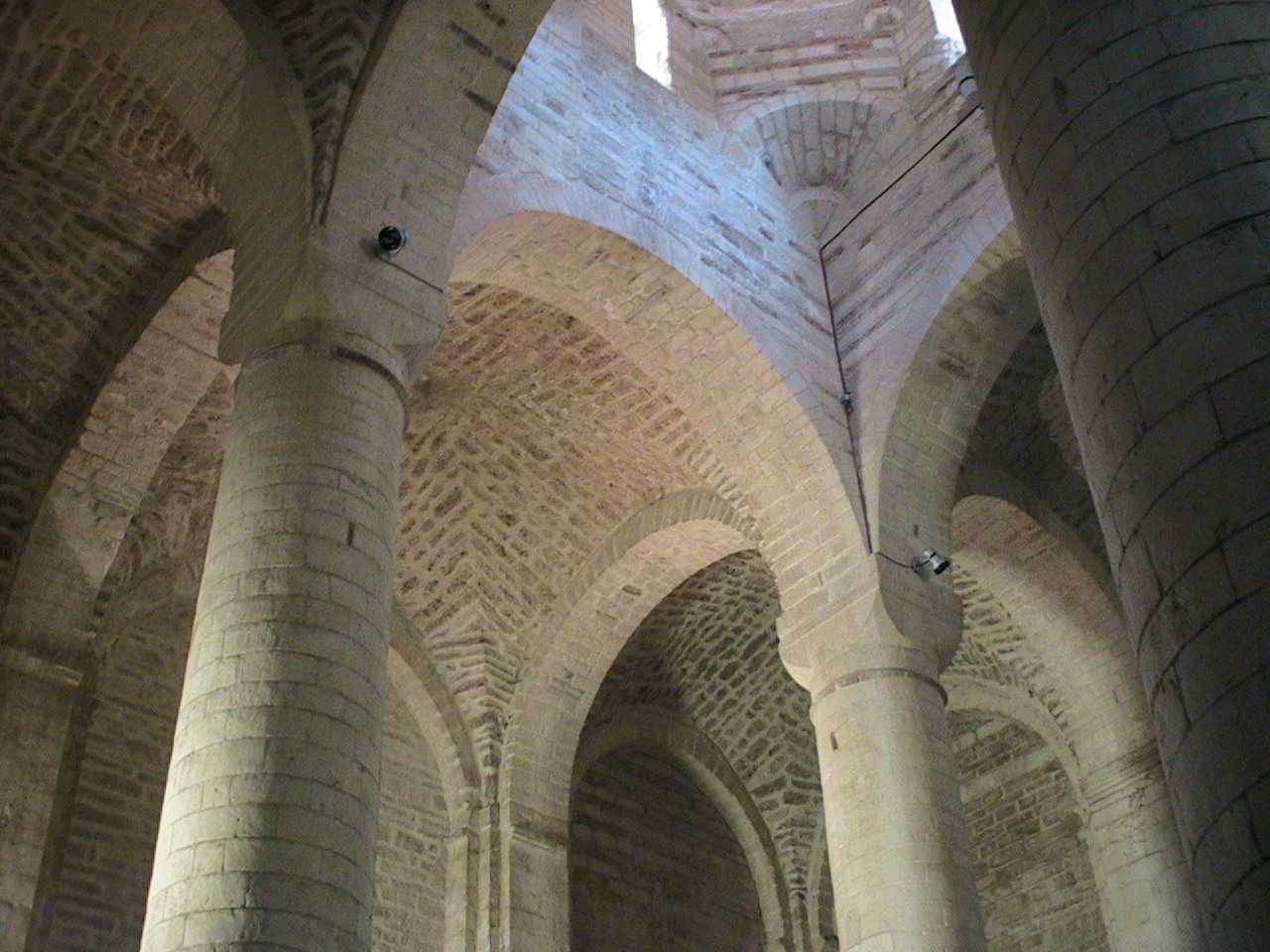
Detail der Innenarchitektur von San Vittore
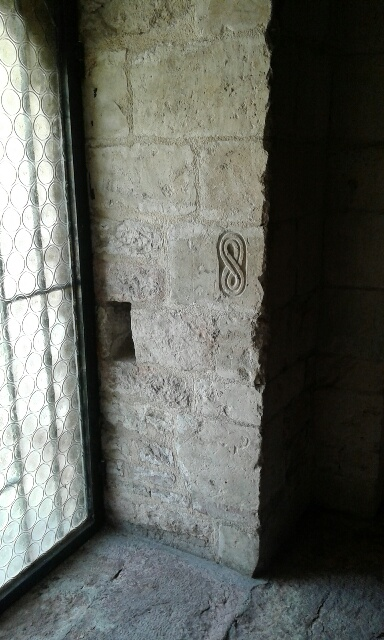
... und Symbol der Unendlichkeit
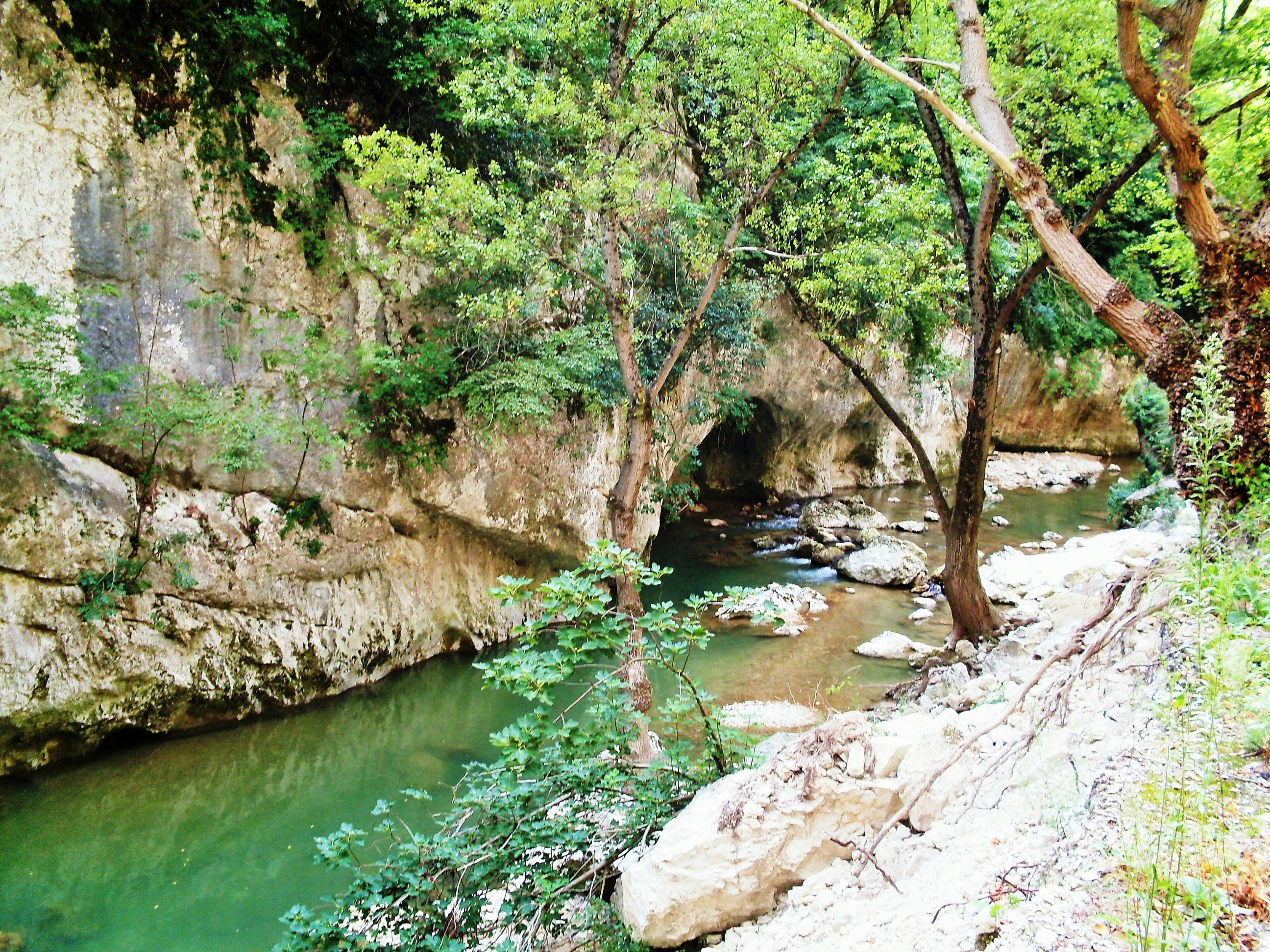
Im Parco naturale regionale della Gola della Rossa e di Frasassi
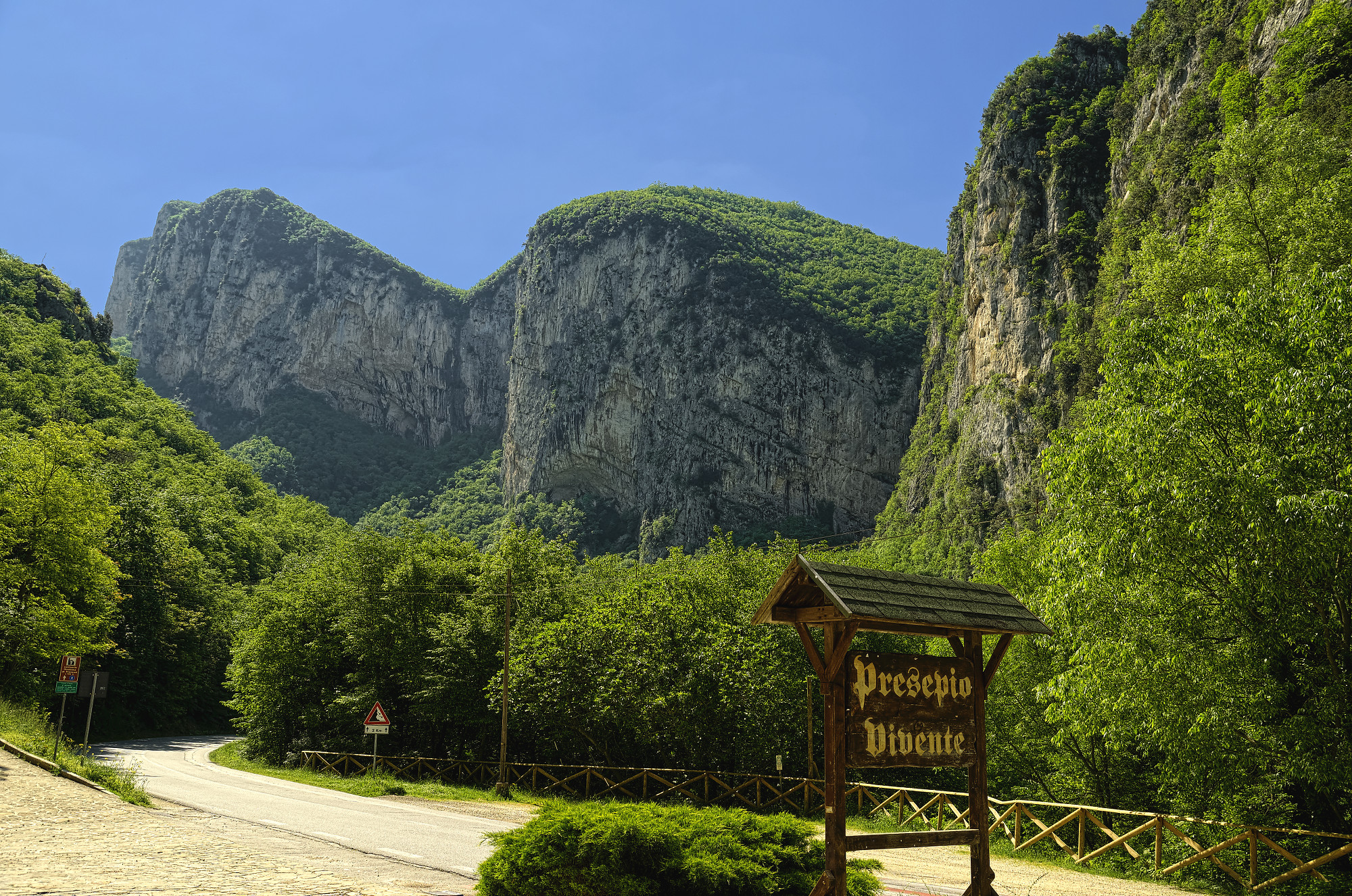
Gola di Frasassi im Naturpark
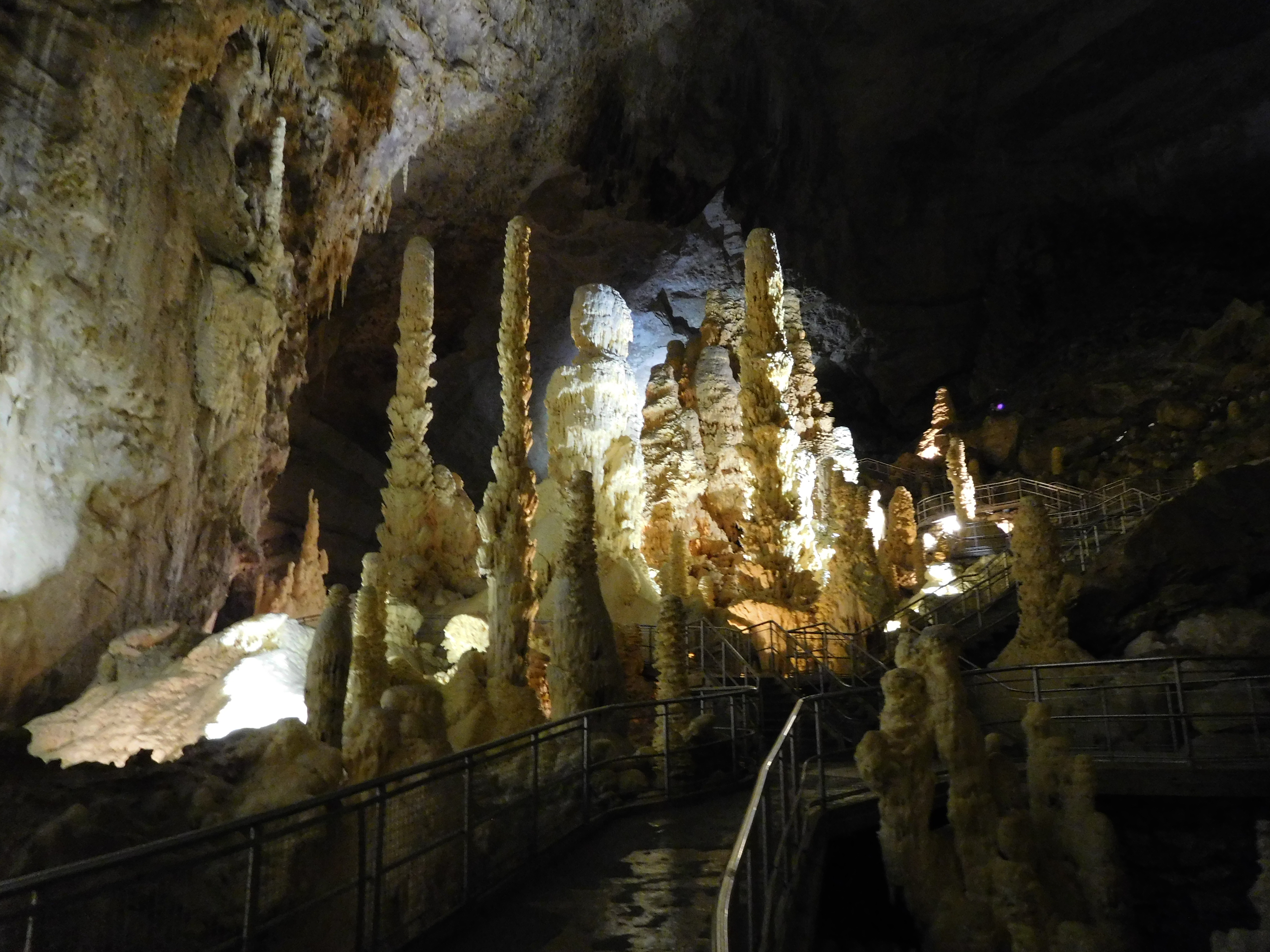
Tropfsteinhöhlen Grotte di Frasassi

## Verkehr
Durch die Gemeinde führen die Strada Statale 76 della Val d’Esino von Ponte San Giovanni nach Falconara Alta und die frühere Strada Statale 256 Muccese von Muccia kommend.

## Söhne und Töchter der Gemeinde
- Annibale Sermattei della Genga (1760–1829), seit 1823 Papst Leo XII.